# Lâu đài Lockenhaus
Lâu đài Lockenhaus là một lâu đài thời trung cổ ở Áo. Lâu đài là một phần của công viên quốc gia Geschriebenstein. Khoảng năm 1200-1242, người Illyrians và Celts đã bắt đấu định cư và xây lâu đài. Lâu đài được xây dựng để chống lại quân Mông Cổ.

## Lịch sử

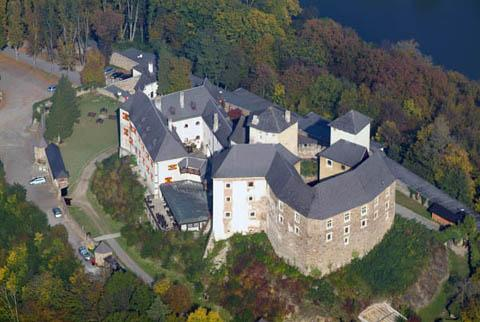
Aerial view of the Burg Lockenhaus

Lâu đài được xây dựng theo kiến trúc Roman và Kiến trúc Gothic khoảng năm 1200. Lâu đài trải qua nhều chủ sở hữu như Güssinger (1266-1390); Kanizsay (1390-1535); Nádasdy (1535-1676); Esterházy (1676-1968); Giáo sư Paul Anton và Margaret Keller (1968-1980); và Giáo sư Paul Anton Keller từ năm 1980.
Ngày nay, lâu đài được sử dụng cho các buổi hòa nhạc; các sự kiện văn hóa, hội nghị, hội thảo và các cuộc họp.

## Kiến trúc

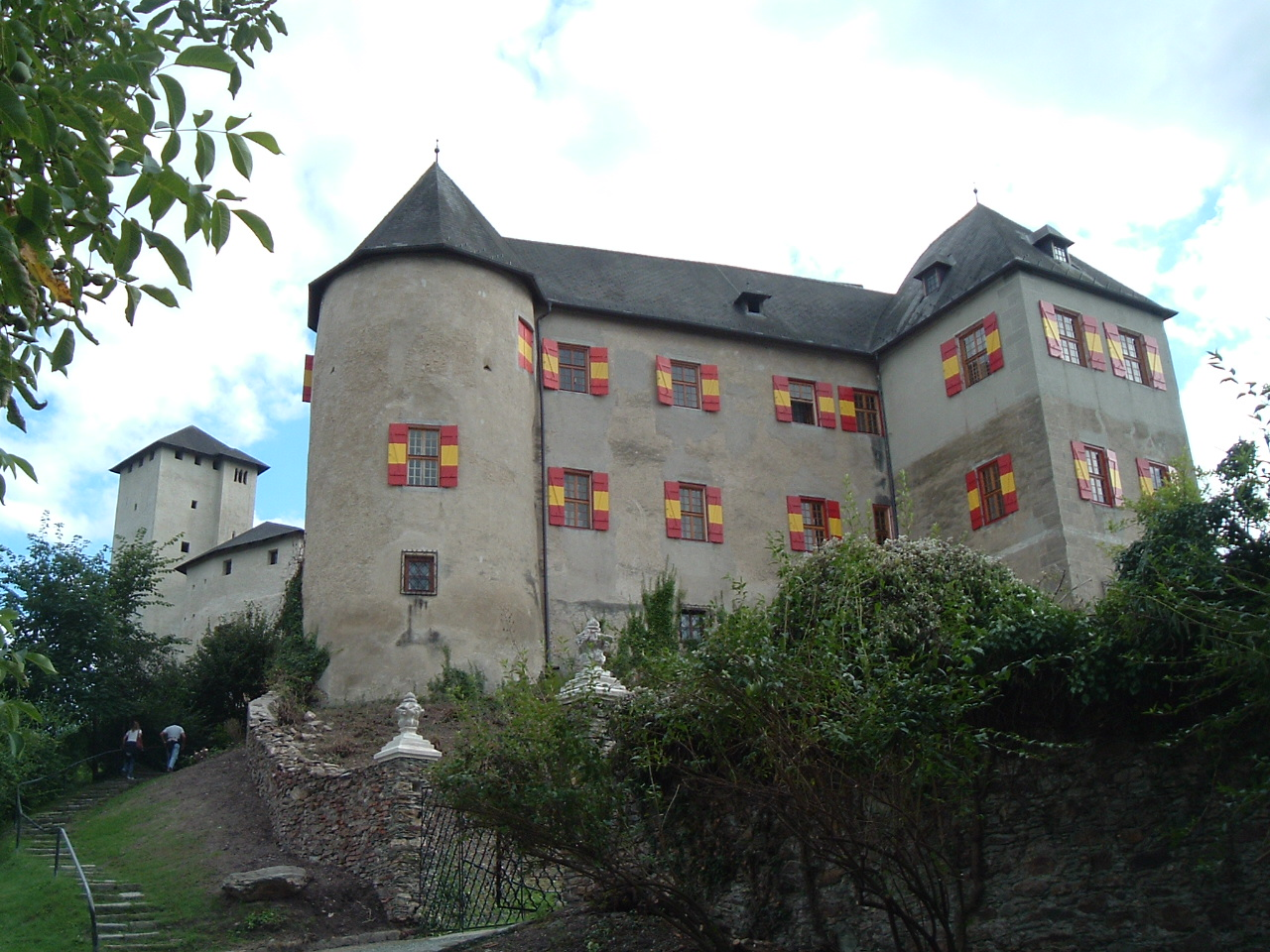
Exterior

Các cửa sổ và cột trụ lâu đài của lâu đài được trang trí tốt và có nhiều bức bích họa phản ánh phong cách nghệ thuật của thế kỷ 13. Trung tâm tầng một được gọi là Hội trường hiệp sĩ. Đại sảnh là nơi phục vụ ăn uống.